# 安禄山事迹
安禄山事迹是唐朝華陰縣尉姚汝能編寫的一部記載安祿山生平的書籍。成書時間約為安史之亂爆發一百年之後。該書共分三卷，上卷記載安祿山從出生（703年）至753年的事跡，中卷記載753年和754年安祿山預謀和發動安史之亂的事跡。下卷記載安祿山稱帝建燕國、被殺直至762年期間的事件。舊唐書與新唐書的安祿山傳基本依據安禄山事迹來撰寫，並且安禄山事迹有部分內容舊唐書與新唐書並未記載。
安禄山事迹成書後直至清朝道光年間，一直通過抄本流傳，現今道光年間的抄本收藏在中国国家图书馆。